# Sankt Alexander Nevskijs kyrka, Kaliningrad
Sankt Alexander Nevskijs kyrka (ryska: Храм Святого Александра Невского; translitteration: Hram Svjatogo Aleksandra Nevskogo) är en rysk-ortodox kyrkobyggnad belägen i staden Kaliningrad i Kaliningrad oblast, i den ryska exklav mellan Polen och Litauen vid Östersjön.
Kyrkan är helgad åt Sankt Alexander Nevskij och tillhör det rysk-ortodoxa stiftet Kaliningrads stift.

## Historik
Grundstenen till Sankt Alexander Nevskijs kyrka i Kaliningrad invigdes den 20 juli 2008.

## Kyrkan
- Kyrkan är 38 meter lång, 20 meter bred och 41 meter hög.[2]

- Inne i kyrkan finns det plats för 900 personer.[2]

## Bilder

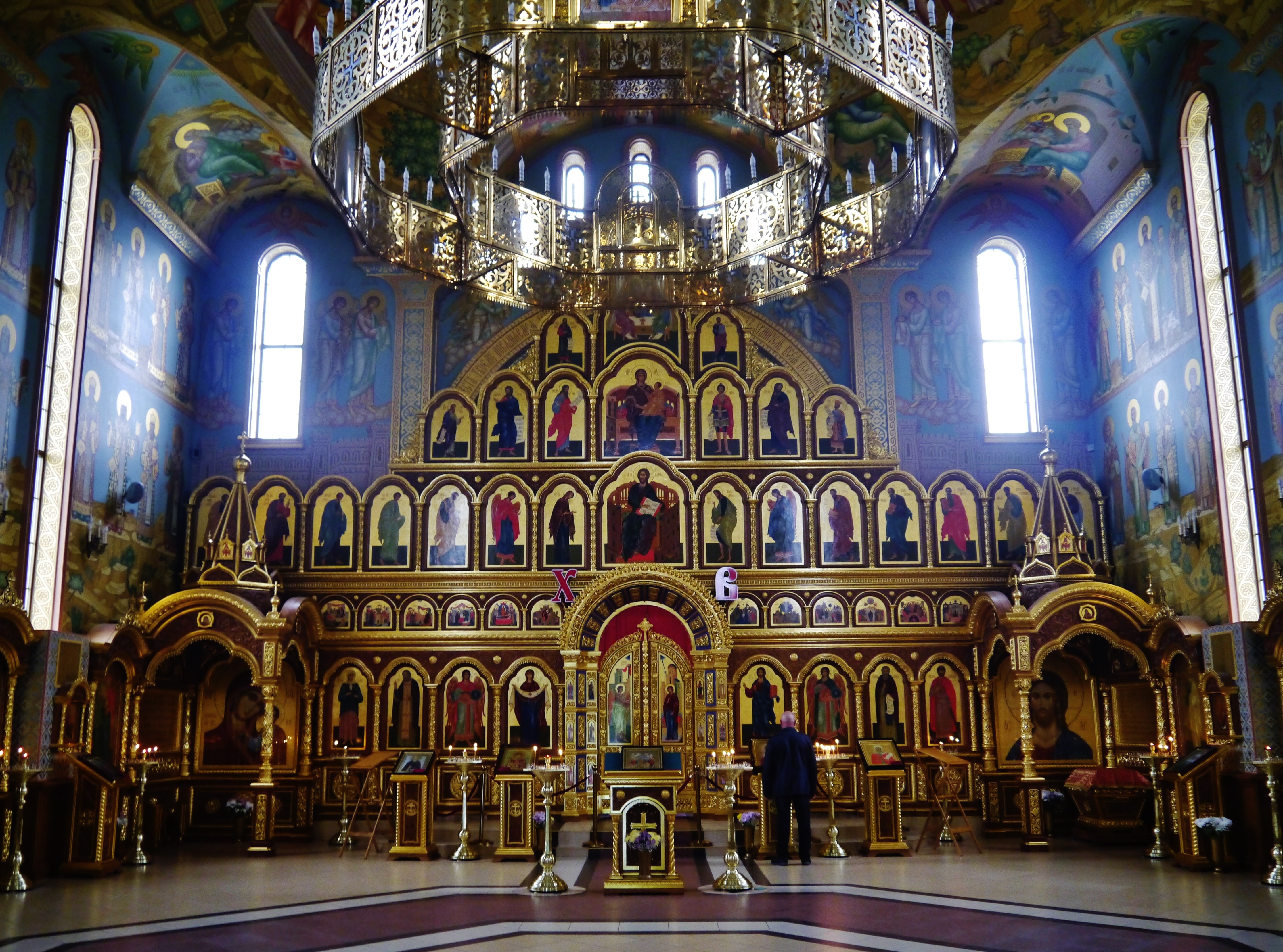
Kyrkans interiör mot ikonostasen.
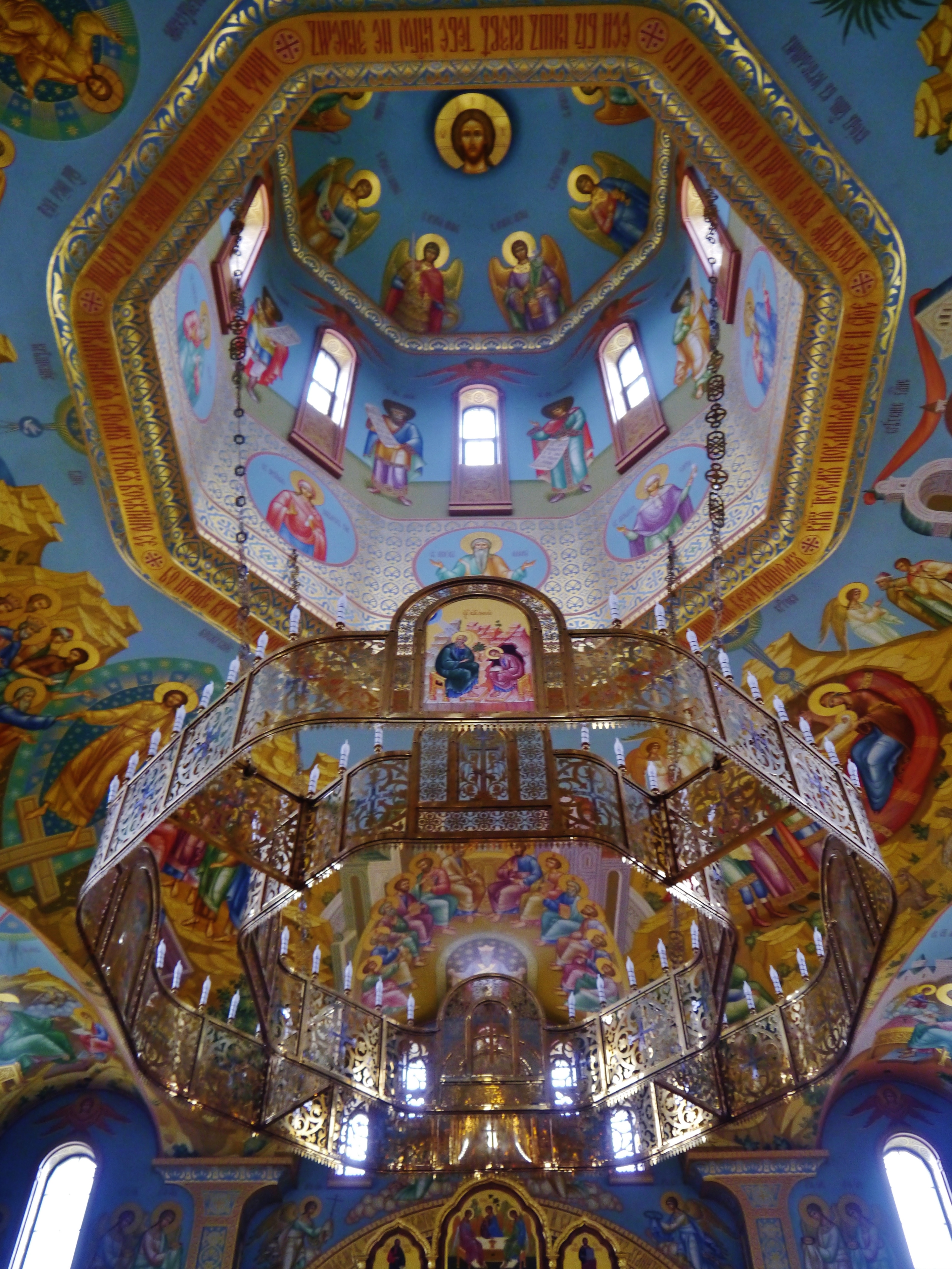
Kupolen inifrån.
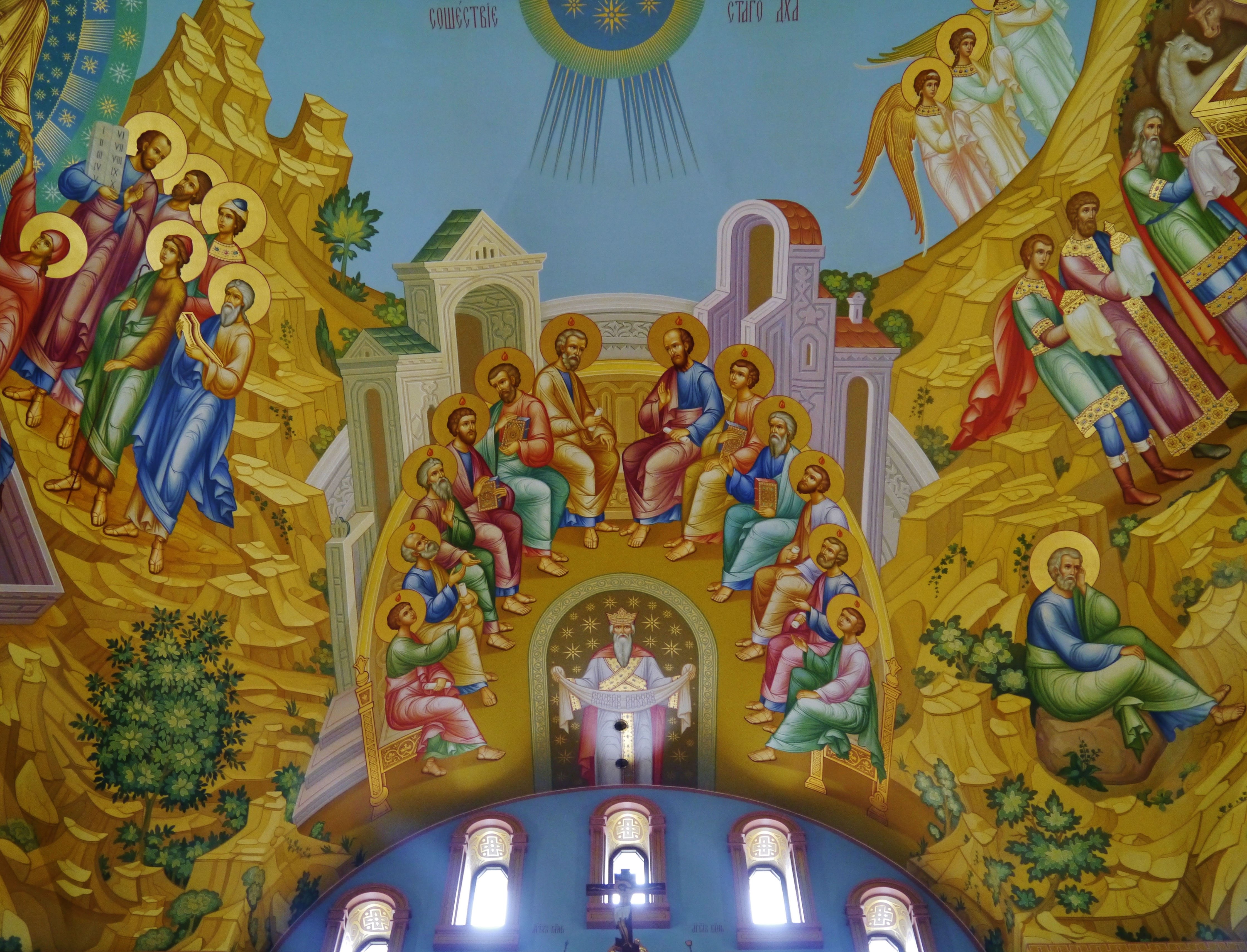
Fresk ovanför ikonostasen.